# Rhythm Is a Dancer
"Rhythm Is a Dancer" är en låt av den tyska gruppen Snap!. Den släpptes som singel den 30 mars 1992 och blev en megahit. "Rhythm Is a Dancer" erövrade förstaplatsen på brittiska singellistan och andraplatsen på Sverigetopplistan. Singeln blev även etta i bland annat Österrike, Belgien, Frankrike, Tyskland, Irland, Italien, Nederländerna, Spanien och Schweiz.
Sången är komponerad av Benito Benites, John "Virgo" Garrett III, Thea Austin och Turbo B.

## Singel
1. "Rhythm Is a Dancer (7" Edit)" – 3:41
2. "Rhythm Is a Dancer (Purple Hazed 7" Edit)" – 4:31